# Trekantsspindel
Trekantsspindel (Hyptiotes paradoxus) är en spindel som tillhör familjen krusnätsspindlar och lever i barrskogar. Arten blir 4–6 millimeter lång och bygger trekantiga fångstnät mellan trädgrenar.

## Kännetecken
Trekantsspindeln blir 4–6 millimeter lång och är kompakt byggd, bakkroppen och framkroppen är ganska breda och benen korta och kraftiga. Honan har påfallande högt välvd bakkropp, hanen som är något mindre än honan är slankare. Spindeln är den enda naturligt förekommande spindeln i Sverige som saknar gift.
Det trekantiga fångstnätet är vertikalt utspänt. I den breda änden av nätet utgår från hörnen stödtrådar som är fästade vid en trädgren. Från den spetsiga änden på nätet går en signaltråd som spindeln håller i med sina främre ben. En tråd från spindelns spinnvårtor, som den även håller i med bakbenen, förankrar den vid en annan gren.

## Utbredning
I Sverige förekommer trekantsspindeln från Skåne till Uppland. Den är vanligast på gran, men kan även påträffas på andra barrträd.

## Levnadssätt
Trekantsspindelns strategi för att övermanna byten är att svepa in dem i silke. Det trekantiga fångstnätet fungerar som en fälla. När ett byte flyger mot nätets fångsttrådar uppfattar spindeln detta genom signaltråden och förlänger tråden från spinnvårtorna som förankrar den i trädgrenen. Detta får till effekt att nätet slaknar och faller ihop över bytet som trasslar in sig. 